# Хорія (Нямц)
Хорія (рум. Horia) — село у повіті Нямц в Румунії. Входить до складу комуни Хорія.
Село розташоване на відстані 281 км на північ від Бухареста, 41 км на схід від П'ятра-Нямца, 58 км на південний захід від Ясс.

## Населення
За даними перепису населення 2002 року у селі проживали 3815 осіб.
Національний склад населення села:
| Національність | Кількість осіб | Відсоток |
| -------------- | -------------- | -------- |
| румуни         | 3717           | 97,4%    |
| цигани         | 96             | 2,5%     |

Рідною мовою назвали:
| Мова      | Кількість осіб | Відсоток |
| --------- | -------------- | -------- |
| румунська | 3718           | 97,5%    |
| циганська | 95             | 2,5%     |